# Revere Camera Company

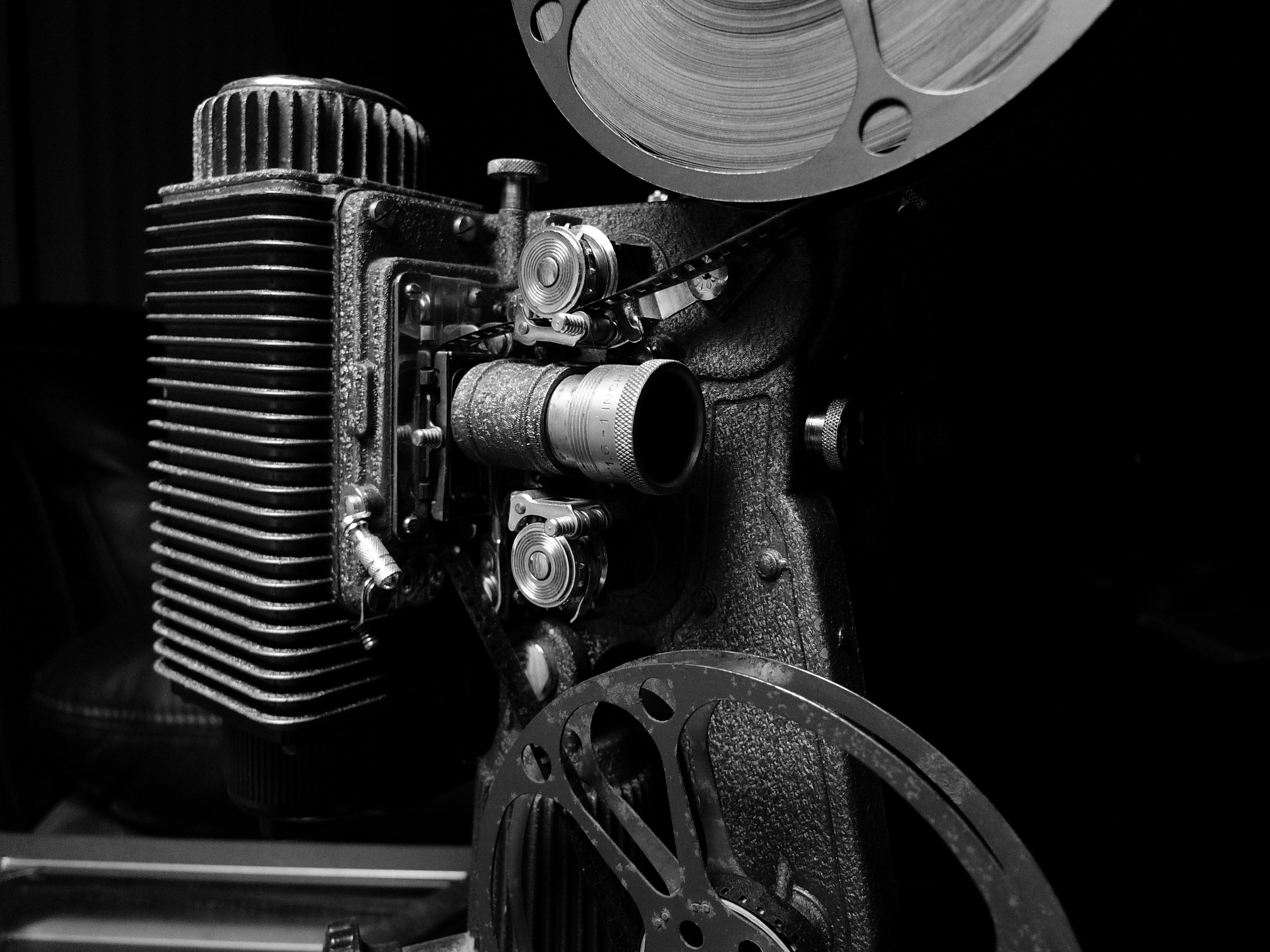
Proiettore 8 mm Revere "80".

Revere Camera Company era un'azienda statunitense che produceva fotocamere, cineprese e proiettori a passo ridotto.

## Storia
Samuel Briskin, nato a Kiev (Ucraina) nel 1890 ed emigrato negli Stati Uniti, fondò nel 1920 a  Chicago (Illinois) la "Excel Radiator Company", per la produzione di radiatori per automobili. Successivamente, interessatosi alla cinematografia a passo ridotto, fondò la "Revere Camera Company" per la costruzione di cineprese e proiettori. Aveva scelto il nome dell'azienda per l'aiuto economico ricevuto dalla "Revere Copper Company" durante gli anni della depressione.
Diventato un importante produttore a livello nazionale, in concorrenza con la Bell & Howell, acquisì negli anni cinquanta la "Wollensak Optical Co", prestigioso fabbricante di ottiche. Nel 1960, gravemente ammalato, Briskin vendette l'azienda alla 3M per 17 milioni di dollari.